# Caíto Ortiz
Caíto Ortiz é um cineasta brasileiro premiado em festivais no Brasil e nos Estados Unidos. Em 2003, seu documentário Motoboys – vida loca, foi o vencedor da 27ª Mostra Internacional de Cinema de São Paulo na categoria Prêmio do Público – Melhor Documentário Brasileiro.
Seu documentário sobre o jogo de futebol entre o Brasil e o Haiti, O Dia em que o Brasil Esteve aqui, foi exibido em 2005 na 29ª Mostra Internacional de Cinema de São Paulo e no Festival Internacional do Novo Cinema Latino-Americano de Havana.
O Roubo da Taça (2016), longa-metragem de ficção sobre o roubo da lendária taça Jules Rimet, venceu o prêmio do público de melhor filme no festival South by Southwest (SXSW) em Austin, Texas, em 2016, e também melhor ator, melhor roteiro, melhor fotografia e melhor direção de arte no Festival de Gramado, em 2016.
Em 2024 sua minissérie “Anderson SPIDER Silva” foi indicada ao Emmy Internacional 2024 na categoria de Melhor Filme para a TV ou Minissérie.

## Filmografia
- 2003 - Motoboys – Vida Loca - Filme vencedor do Prêmio do Público da Mostra de São Paulo.
- 2005 - O Dia em que o Brasil Esteve aqui
- 2013 - Estação Liberdade
- 2016 - O Roubo da Taça
- 2019 - Coisa Mais Linda - Netflix
- 2020 - Coisa Mais Linda - T2
- 2023 - Anderson Spider Silva - Paramount+